# Franck Silvestre
Franck Silvestre (Parigi, 5 aprile 1967) è un ex calciatore francese, di ruolo difensore.

## Palmarès

### Club

#### Competizioni nazionali
- Coppa di Francia: 1

Auxerre: 1993-1994, 1995-1996
- Campionato francese: 1

Auxerre: 1995-1996

#### Competizioni internazionali
- Coppa Intertoto UEFA: 2

Auxerre: 1997
Montpellier: 1999